# Барабанщик из Эль-Брука
Барабанщик Эль-Брука — популярная каталонская легенда, появившаяся после битвы при Бруке во время Пиренейской войны. Согласно ей, французы потерпели поражение из-за молодого паренька, который во время битвы играл на барабане, звук которого, эхом отдаваясь в окружающих горах, убедил французские войска, что их врагов намного больше, чем было на самом деле.

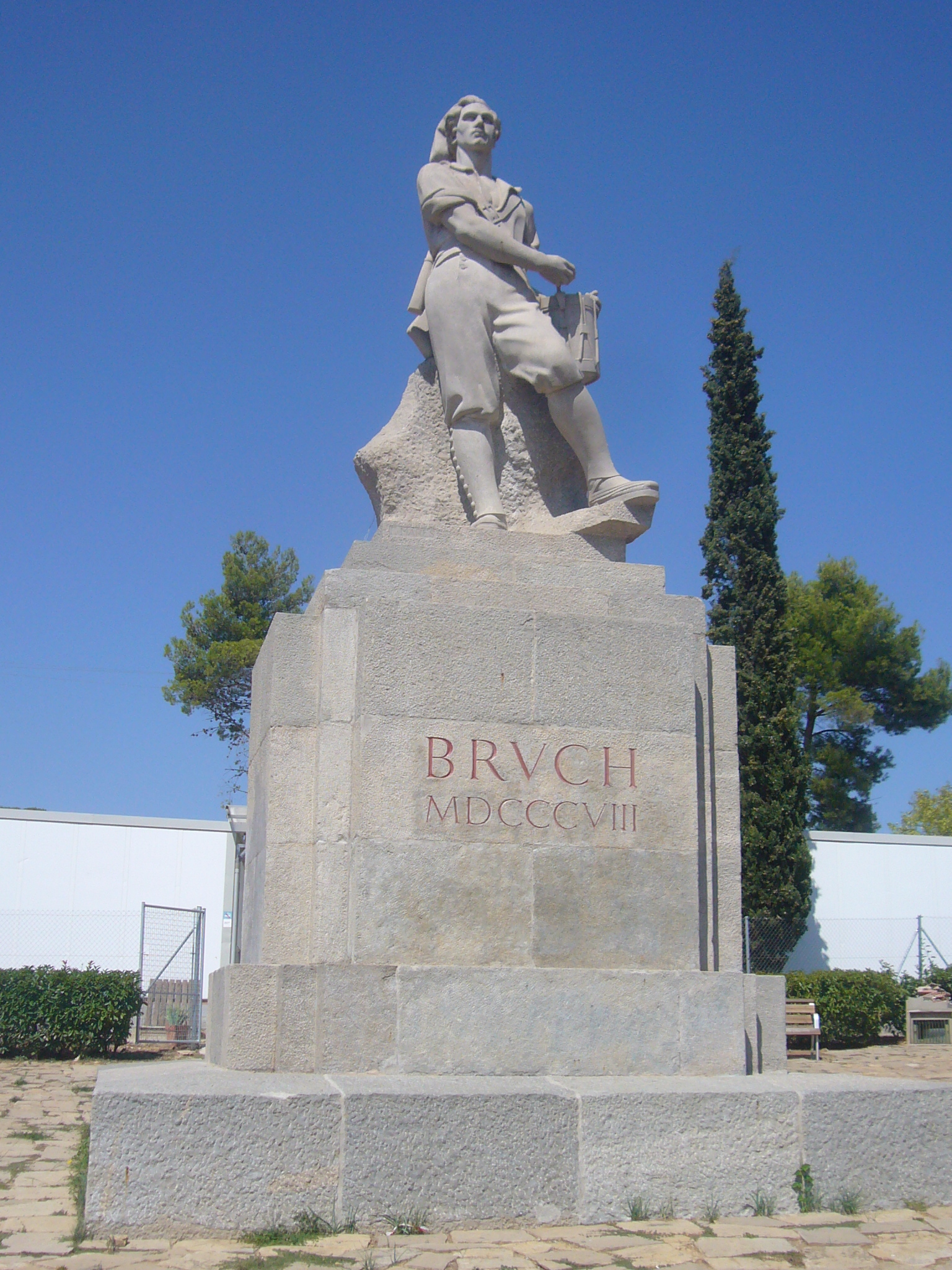
Памятник барабанщику из Эль-Брука

Согласно некоторым версиям, барабанщика звали Исидре Льюса-и-Казановес (Isidre Lluçà i Casanoves) (1791—1809), и он был крестьянином, родившимся в соседней деревне Санпедор.
Легенда стала важным каталонским символом, а барабанщику были установлены памятники в Эль-Бруке и Барселоне.